# المؤسسة الأوروبية لتحسين ظروف المعيشة والعمل
المؤسسة الأوروبية لتحسين ظروف المعيشة والعمل European Foundation for the Improvement of Living and Working Conditions (Eurofound) هي وكالة تابعة للاتحاد الأوروبي تركز على إدارة البحث وجمع المعلومات وإيصال نتائجها.
تم تأسيسها في مايو 1975 من قبل المجلس الأوروبي للمساعدة في تحسين ظروف المعيشة والعمل في جميع أنحاء قارة أوروبا، وكانت واحدة من أولى الهيئات التي تم إنشاؤها للعمل على مجموعة فرعية محددة من سياسة الاتحاد الأوروبي. يقع المقر الرئيسي لها في لوغلين ستون [الإنجليزية] في مقاطعة دبلن في أيرلندا.

## الدور والرسالة
تصف المؤسسة الأوروبية لتحسين ظروف المعيشة والعمل دورها بأنها:

## الهيكل الإداري
يحافظ على عدد من العمليات المتخصصة لمراقبة وقياس الظروف في أوروبا، بما في ذلك:
- المرصد الأوروبي للحياة العملية
- المركز الأوروبي لرصد التغيير
- المرصد الأوروبي لإعادة الهيكلة
- استطلاعات منتظمة حول ظروف العمل الأوروبية، ونوعية الحياة، وسياسات الشركة بشأن قضايا وقت العمل (تم إجراء أول مسح لظروف العمل في عام 1990):
- مسح ظروف العمل الأوروبية (EWCS)
- المسح الأوروبي لجودة الحياة (EQLS)
- مسح الشركة الأوروبية (ECS)

## الإدارة والتحكم
يشرف على المؤسسة مجلس إدارة ومدير تنفيذي ونائب مدير. يجتمع المجلس التنفيذي مرة واحدة في السنة لوضع الميزانيات والسياسات، والبت في برامج العمل لمدة سنة واحدة وأربع سنوات. تم تعيين المدير الحالي إيفيلو كالفين في يونيو 2021. نائب المدير ماريا جيبسن. تأتي ميزانية المؤسسة بمبلغ (21.8 مليون يورو في عام 2021) من الميزانية العامة للمفوضية الأوروبية.

## الروابط الخارجية
- الموقع الرسمي